# Propulsão nuclear

Os reatores de água pressurizada são os mais comuns em navios e submarinos. O diagrama ilustrativo mostra os princípios de funcionamento. O refrigerante primário está em laranja e o refrigerante secundário (vapor e, posteriormente, água de alimentação) está em azul.

Propulsão nuclear designa uma grande variedade de métodos de propulsão, os quais usam alguma forma de reação nuclear como fonte primária de potência. No campo da propulsão naval, muitos submarinos militares e um número crescente de grandes navios – quebra-gelos e porta-aviões, usam reactores nucleares como fonte de potência. Adicionalmente, vários tipos de propulsão nuclear foram propostos, e alguns deles testados, para aplicações espaciais:

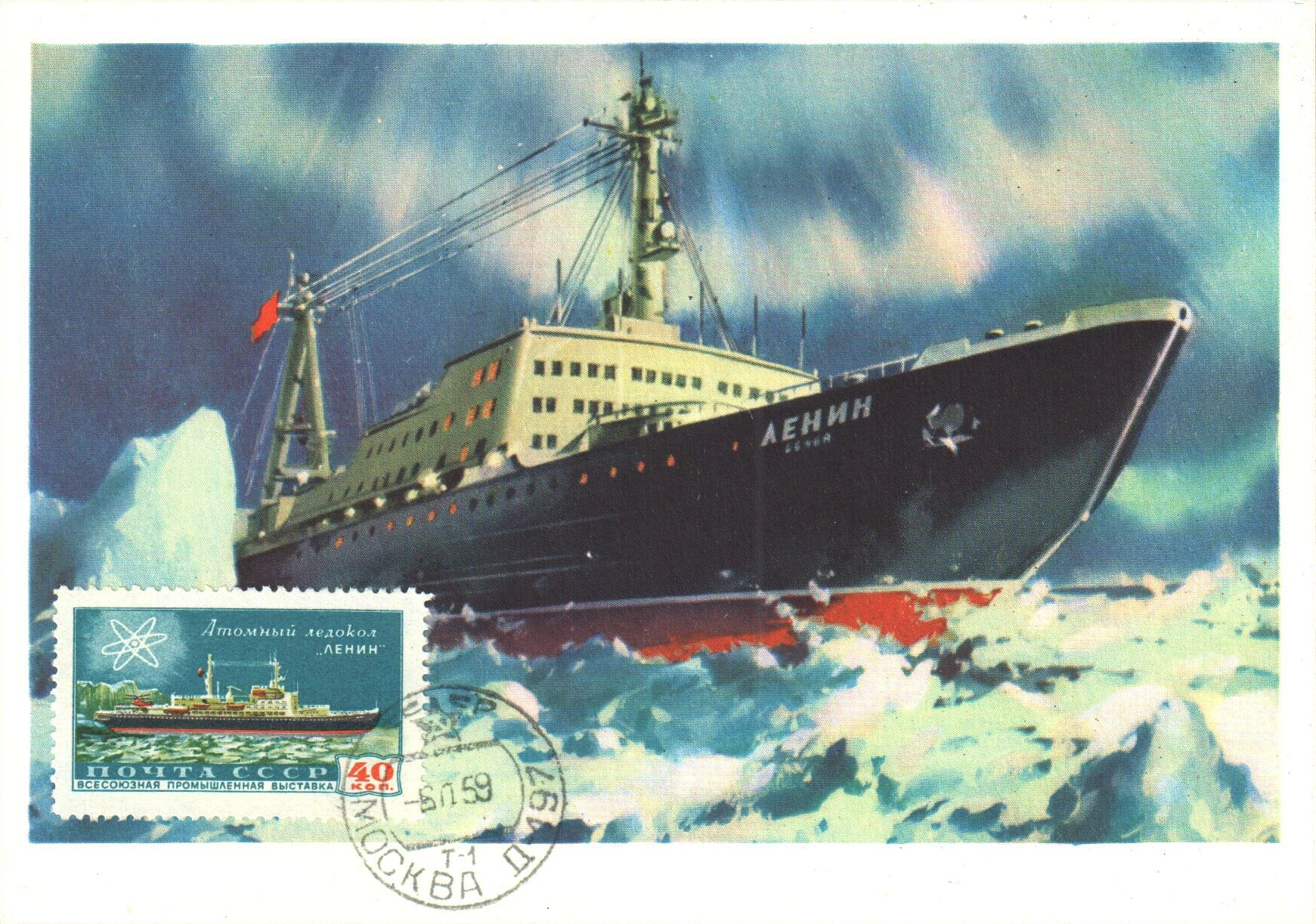
Quebra-gelo Lenin (URSS, 1959), o primeiro navio com propulsão nuclear do mundo.

- Propulsão de Pulso Nuclear Catalisado de Antimatéria
- Propulsão Bussard
- Propulsor de Fragmento de Fissão
- Navegação de Fissão
- Propulsor de Fusão
- Reator Propulsor de Núcleo Gasoso
- Propulsor Elétrico-Nuclear
- Propulsor Fotônico-Nuclear
- Propulsão de Pulso Nuclear
- Propulsor Nuclear de Água Salgada
- Propulsor Térmico Nuclear
- Propulsor de Radio-Isótopo

|                       |                                           |                                     |                                                                  |
| Tanque nuclear (EUA). | Submarino nuclear da classe Delta (URSS). | Avião nuclear Convair NB-36H (EUA). | Conceito de propulsor nuclear astronáutico (Projeto Orion, EUA). |